# لوك جاكسون (لاعب كرة قاعدة)
لوك جاكسون (بالإنجليزية: Luke Jackson)‏ هو لاعب كرة قاعدة أمريكي، ولد في 1 مايو 1991 في فورت لودرديل في الولايات المتحدة.

## وصلات خارجية
- لوك جاكسون على موقع دوري كرة القاعدة الرئيسي (الإنجليزية)
- لوك جاكسون على موقعبيزبول رفرنس.كوم (الدوري الرئيسي) (الإنجليزية)
- لوك جاكسون على موقعبيزبول رفرنس.كوم (الدوري الثانوي) (الإنجليزية)
- لوك جاكسون على موقع إي إس بي إن.كوم (أم.أل.بي) (الإنجليزية)
- لوك جاكسون على موقع مشجعي الرسوم البيانية (الإنجليزية)